# Пастеризація
Пастериза́ція — одноразове нагрівання рідин (здебільшого харчових продуктів) до температури, яка нижче за температуру кипіння на нетривалий час (від секунди до 30 хвилин), з метою знищення бактерій, що містяться в цих рідинах. Процес носить помітну бактерицидну дію, не змінюючи смакові якості більшості продуктів харчування, сприяє знищенню більшості хвороботворних бактерій. Повніше знезараження від стійких мікроорганізмів (а особливо від їх спор) на відміну від пастеризації відбувається тільки при стерилізації чи автоклавуванні продукту за умови дотримання ряду технічних умов.

## Історія відкриття

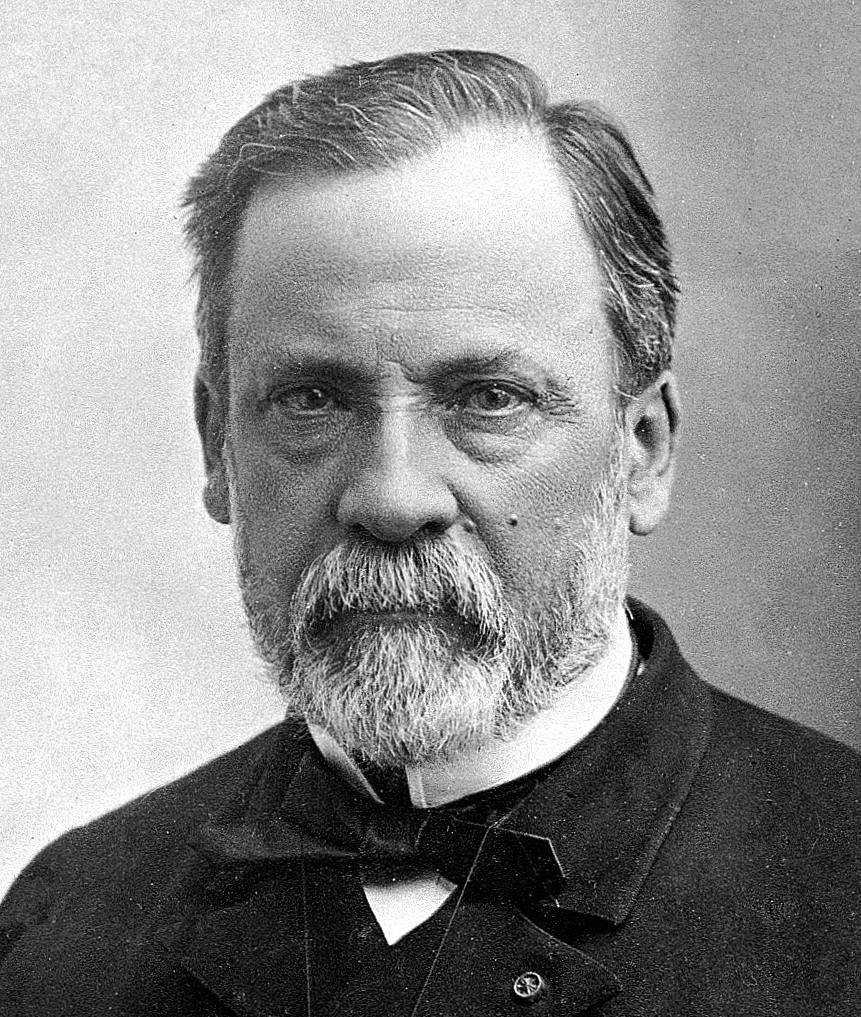
Луї Пастер — засновник методу

Метод запропонований Луї Пастером у 1860-і роки та названий на його честь. Багато років Пастер займався вивченням процесів бродіння та хвороб вина, оскільки Франція є одним з найбільших виробників вина у світі, ці питання були дуже актуальними. В ході досліджень вчений встановив, що хвороби вина викликаються різноманітними мікроорганізмами. Для знешкодження збудників хвороб він запропонував нагрівати вино до 56°С, смакові властивості вина при такій температурі не втрачалися. Крім виноробів ефективність цього методу у тогочасній Франції швидко оцінили пивовари, які почали застосовувати його, щоб збільшити термін придатності пива. Таким чином виникла пастеризація, завдяки якій харчова промисловість піднялася на якісно новий рівень, нині вона є незамінною при виробництві багатьох продуктів.

## Застосування

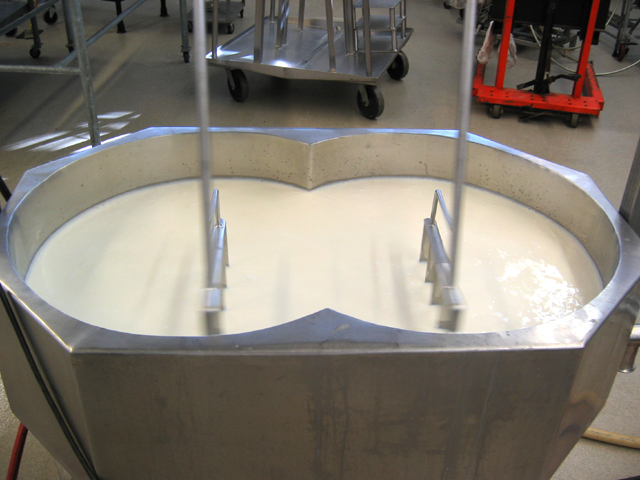
180 кг молока в чані

Застосовується переважно у харчовій промисловості, щоб запобігати передчасному псуванню продуктів, які при нагріванні до температури кипіння втрачають свої властивості (молоко, пиво, вино, соки тощо). При цьому гинуть вегетативні форми бактерій, але спори бактерій таке нагрівання витримують. Після пастеризації такі продукти рекомендовано зберігати при низьких температурах, з метою запобігання проростанню бактеріальних спор. Показники температури та часу пастеризації залежать від продукту, що обробляється, та обладнання. Пастеризацією повинен забезпечуватися належний бактерицидний ефект (приблизно 99,98%), крім того, потрібно максимально зберегти властивості продукту. Метою пастеризації є: 
- Знищення небажаної мікрофлори, отримання продукту, безпечного для вживання у санітарно-гігієнічному відношенні
- Руйнування ферментів сирого продукту, які можуть викликати його передчасне псування
- Зміна фізико-хімічних властивостей продукту для отримання певних властивостей (органолептичні властивості, в’язкість тощо)

В залежності від часу нагрівання розрізняють тривалу пастеризацію (при 63 — 65°С протягом 30 хвилин), короткочасову (при 72 — 75°С з витримкою 15 — 20 секунд), миттєву (при 85 — 90°С без витримки).

## Пастеризатори

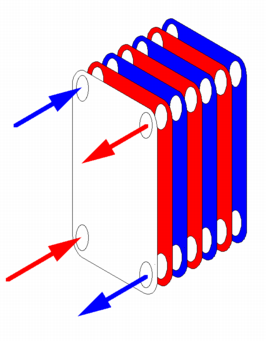
Схема секції рекуперації пастеризатора. Пастеризований продукт позначений червоним кольором, непастеризований - синім

Пастеризація може відбуватися двома шляхами. Перший полягає в тому, що продукт фасують у тару, а потім пастеризують парою. Другий шлях пастеризації — нетривале нагрівання рідини, яка протікає тонким шаром між поверхнями, що гріють, після чого рідину фасують у стерильну тару. Від способу пастеризації залежить будова установки — пастеризатора. У харчовій промисловості поширеніша пастеризація другого типу. Найефективнішими з точки зору енерговитрат та часу обробки є пластинчасті пастеризаційно-охолоджувальні установки.Вони складаються з трьох секцій: пастеризації, рекуперації та охолодження. В секції рекуперації пастеризований нагрітий продукт проходить пластинами поруч з холодним непастеризованим та віддає йому частину тепла, що дозволяє економити 80 — 90% електроенергії, що використовується для пастеризації. Відповідно вихідний продукт вже до подачі у секцію охолодження має невисоку температуру, що зменшує витрати електроенергії охолоджувальної апаратури.

## Схема технологічного процесу
Продукт подають у приймальний бак, звідки за допомогою помпи він потрапляє у секцію рекуперації теплообмінника, де його підігрівають зустрічним потоком пастеризованого продукту. Після цього він потрапляє у роторні нагрівачі, де при обертанні на великих обертах, проходячи зони розширення та звуження, нагрівається до температури пастеризації. Далі продукт проходить через зворотний клапан, секцію рекуперації, секцію охолодження та потрапляє у ємність для зберігання. Якщо температура продукту після секції пастеризації нижча за необхідну, спрацьовує зворотний клапан, який спрямовує продукт у секцію рекуперації для повторного нагрівання.